# Guilherme Karam
Guilherme Pontes Karam (Rio de Janeiro, 8 de outubro de 1957 — Rio de Janeiro, 7 de julho de 2016) foi um ator brasileiro.

## Biografia
Karan era Filho do almirante e Ministro da Marinha no governo João Figueiredo, Alfredo Karam e de Lydiane Pontes Karam. A maioria de seus trabalhos era focada no humor, como no programa TV Pirata, um grande sucesso da Rede Globo. Em telenovelas, seu maior destaque foi o mordomo Porfírio, em Meu Bem, Meu Mal.

## Doença
No dia 29 de abril de 2005 sofreu um assalto dentro de um táxi, tendo a pochete roubada. Karam fisicamente nada sofreu, mas o motorista do táxi foi assassinado ao reagir. Aparentemente, desde a época do assalto Karam passou  a manifestar sintomas da doença de Machado-Joseph, uma síndrome degenerativa, também conhecida como ataxia espinocerebelar tipo 3, que compromete a coordenação motora e do controle sobre os músculos. Forçado a passar a usar uma cadeira de rodas para se locomover, manteve-se afastado dos palcos e da televisão. Segundo seu pai, Alfredo Karam, que deu declarações ao jornal carioca Extra, ele herdou a doença da mãe, que morreu devido a essa anomalia genética. Os outros três irmãos do ator também apresentaram a doença, dos quais dois já morreram.

## Morte
O ator morreu em 7 de julho de 2016, no Hospital Naval Marcílio Dias, em decorrência da síndrome de Machado-Joseph. Seu corpo foi sepultado no Cemitério de São João Batista.

## Trabalhos

### Televisão
| Ano             | Título                                         | Papel                                               | Emissora      |
| --------------- | ---------------------------------------------- | --------------------------------------------------- | ------------- |
| 1984            | Partido Alto                                   | Políbio                                             | TV Globo      |
| 1986            | Dona Beija                                     | Hans Fucker                                         | Rede Manchete |
| 1986            | Tudo ou Nada                                   | Jorjão                                              | Rede Manchete |
| 1987            | Alta Estação                                   | Renato                                              | Rede Manchete |
| 1987            | Carmem                                         | Trajano Paulo                                       | Rede Manchete |
| 1988-1990; 1992 | TV Pirata                                      | Vários Personagens                                  | TV Globo      |
| 1990            | Meu Bem, Meu Mal                               | Porfírio                                            | TV Globo      |
| 1992            | Perigosas Peruas                               | Hector                                              | TV Globo      |
| 1993            | Caso Especial                                  | (ep: "O Besouro e a Rosa")                          | TV Globo      |
| 1994            | Você Decide                                    | Abelardo (ep. "O transplante")                      | TV Globo      |
| 1995            | Explode Coração                                | Bebeto "A Jato"                                     | TV Globo      |
| 1995            | Engraçadinha, seus amores e seus pecados       | Ib Teixeira                                         | TV Globo      |
| 1998            | Hilda Furacão                                  | João Dindim                                         | TV Globo      |
| 1998            | Pecado Capital                                 | Jurandir                                            | TV Globo      |
| 2001            | O Clone                                        | Raposão                                             | TV Globo      |
| 2003            | Sítio do Picapau Amarelo                       | Anibal                                              | TV Globo      |
| 2005            | América                                        | Geraldo Valdés (Geraldito)                          | TV Globo      |
| 2023            | Pacto Brutal - O Assassinato de Daniella Perez | Ele mesmo (ep: “Os Assassinos”; imagens de arquivo) | HBO Max       |

### Cinema[13]
| Ano  | Filme                                      | Personagem           |
| ---- | ------------------------------------------ | -------------------- |
| 1978 | O Grande Desbum                            | Guarda               |
| 1982 | Luz Del Fuego                              | cantor transformista |
| 1985 | O Rei do Rio                               |                      |
| 1985 | Rock Estrela                               | Rubinho              |
| 1986 | O Homem da Capa Preta                      | Flávio Cavalcanti    |
| 1988 | Super Xuxa contra Baixo Astral             | Baixo-Astral         |
| 1990 | Stelinha                                   | Cabeleireiro 1       |
| 1997 | Bela Donna                                 | Silva                |
| 1991 | Assim na Tela Como no Céu                  | Satanás              |
| 1991 | Obra do Destino                            |                      |
| 1998 | Iremos a Beirute                           | Gibran               |
| 2000 | Vida E Obra de Ramiro Miguez               |                      |
| 2001 | Xuxa e os Duendes                          | Gorgom               |
| 2002 | Xuxa e os Duendes 2 - No caminho das Fadas | Gorgom               |
| 2003 | As Alegres Comadres                        | João Fausto          |